# Gleisfreimeldeanlage
Die Gleisfreimeldeanlage (GFM) gehört als Teil der Außenanlagen eines Stellwerks zu den Signalanlagen einer Eisenbahn. Sie dient dem Zweck, das Freisein der einzelnen Abschnitte des Fahrweges eines Zuges vor der Fahrtstellung des Hauptsignals festzustellen. Außerdem steuert der Wechsel der Frei- und der Besetztanzeige in Relaisstellwerken und elektronischen Stellwerken alle wesentlichen Funktionen des Stellwerks beim Einstellen, Sichern und Auflösen der Fahrstraßen und beim Stellen der Signale. Das Freisein der einzelnen Fahrwegelemente wird ebenso wie das Besetztsein im schematisch dargestellten Gleisbild auf einem Stelltisch oder Monitor durch Melder angezeigt.
Eine Gleisfreimeldeanlage, die in ein Gleis der freien Strecke eingebaut ist, heißt Streckengleisfreimeldeanlage. Selbsttätiger Streckenblock ist ohne sie nicht realisierbar.
Fahrwegabschnitte, die mit einer Gleisfreimeldeanlage ausgerüstet sind, heißen Freimeldeabschnitte. Die Gleisabschnitte des Bahnhofs und der freien Strecke sowie die Weichen und Kreuzungen im Fahrweg, die eine gemeinsame Gleisfreimeldung besitzen, bilden jeweils einen Freimeldeabschnitt. Beispielsweise bilden oft benachbarte Weichen oder eine Weiche zusammen mit dem an sie angrenzenden Gleisabschnitt einen Freimeldeabschnitt.

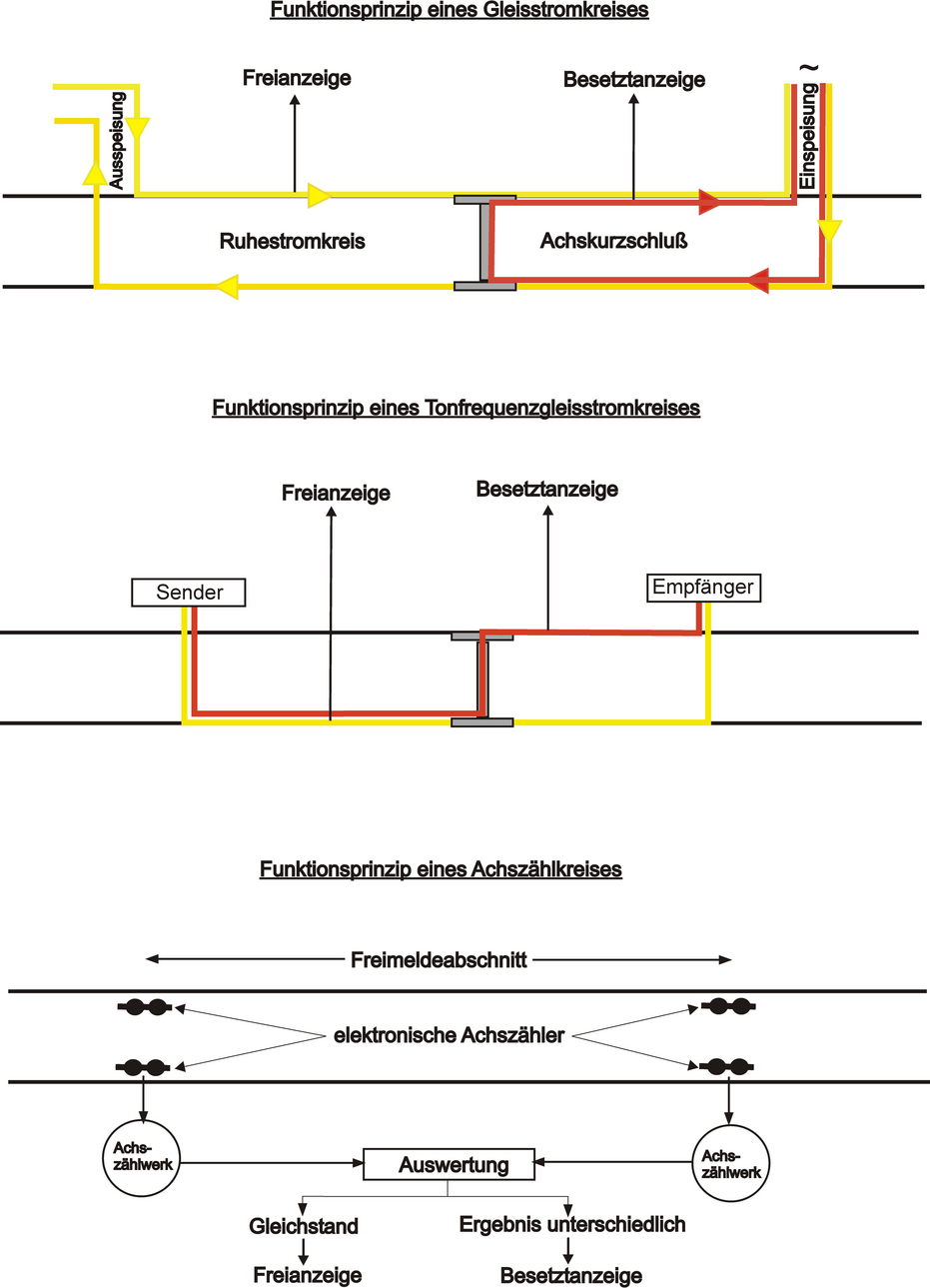
Funktionsschemata von Gleisfreimeldeanlagen

## Geschichte
Gleisstromkreise, allerdings nach dem Arbeitsstrom-Prinzip, wurden 1864 in England zum ersten Mal eingesetzt. 1872 erfand William Robinson in den USA den Gleichstrom-Gleisstromkreis nach dem Ruhestrom-Prinzip, der neben der Gleisbesetzung durch Fahrzeuge auch Unterbrechungen der Schienen und auch den Ausfall der Batterie detektieren konnte. In Mitteleuropa konnten sich Gleisstromkreise nur langsam durchsetzen, da sie mit der Sicherheitsphilosophie der Blockanlagen nicht einfach in Einklang zu bringen waren.

## Gleisfreimeldeanlagen in Deutschland
In Deutschland werden die drei folgenden Systeme eingesetzt:
- Nf-Gleisstromkreise (Nf steht dabei für Niederfrequenz),
- Tonfrequenzgleisstromkreise und
- Achszählkreise.

Die Deutsche Bahn geht von einer mittleren Betriebsdauer zwischen Ausfällen von Gleisfreimeldeanlagen (einschließlich ihrer Schnittstelle) von 219.000 Stunden und einer mittleren Ausfallzeit (MDT) von zwei Stunden aus.

## Nf-Gleisstromkreis

### Aufbau und Funktion
Ein Nf-Gleisstromkreis (Niederfrequenz-Gleisstromkreis) besteht aus einer Speiseeinrichtung, einem Gleisabschnitt, in dem die beiden Schienen gegeneinander (folglich mindestens eine der beiden gegen Erde) isoliert sind und einer Empfangseinrichtung (Gleisrelais). Solange der Stromkreis bestehend aus den in Reihe geschalteten Elementen Speiseeinrichtung, den Vorwiderstand, die isolierte Schiene, den getrennten Kabelweg zur Wicklung des Gleisrelais und zurück nicht unterbrochen oder kurzgeschlossen wird, zieht das Gleisrelais an und die Gleisfreimeldeanlage zeigt den unbesetzten Zustand an. Wird der Stromkreis über die Radsätze eines Schienenfahrzeuges zur anderen Schiene kurzgeschlossen oder – z. B. auf Grund einer technischen Störung – unterbrochen oder besteht wegen mangelndem Bettungswiderstand eine Ableitung, so bricht die Spannung am Gleisrelais zusammen, es fällt ab und die Gleisfreimeldeanlage meldet den Besetztzustand. Zusätzlich ermöglichen Gleisstromkreise damit eine bedingte Schienenbruchüberwachung. Da in der Grundstellung (freies Gleis) ein geschlossener Stromkreis mit dem Gleisrelais vorliegt, arbeitet dieses nach dem Ruhestromprinzip.
Gleisstromkreise sind häufig so ausgeführt, dass die Empfangseinrichtung auf der Seite des isolierten Abschnitts angeordnet ist, in der die Züge zuerst einfahren. Dadurch steht die Freimeldeinformation direkt an dem Blocksignal zur Verfügung, welches den Blockabschnitt begrenzt. Die Speiseeinrichtung ist dementsprechend auf der Ausfahrseite des Gleisfreimeldeabschnitts angeordnet. Damit kann die Stellung des folgenden Blocksignals und der kontinuierlichen Zugbeeinflussung mithilfe codierter Signale (codierter Gleisstromkreis) übertragen werden. Um diese Effekte auch auf eingleisigen Strecken oder Strecken mit Gleiswechselbetrieb nutzen zu können, werden Speise- und Empfangseinrichtungen verwendet, die sich durch den Erlaubniswechsel umschalten.
Die Ausführungsform der Gleisstromkreise wird hauptsächlich durch die möglichen Fremdbeeinflussungen und den maximalen Radsatznebenschlußwiderstand bestimmt. Die durch die Speiseeinrichtung angelegte elektrische Spannung beträgt je nach Hersteller zwischen 1 V bis 4 V. Deren Frequenz wird wegen der sonst möglichen Interferenz der dritten harmonischen Oberwelle des Triebrückstroms auf elektrifizierten Strecken im 15-kV-Netz, aber auch auf nicht elektrifizierten Strecken häufig mit 100 Hz oder 42 Hz gewählt. Bis zur Einführung der generellen elektrischen Zugstromversorgung der Reisezüge mithilfe einer einpoligen Zugsammelschiene und deren Rückleitung über das Gleis, wurde auf nichtelektrifizierten Strecken auch die einfach bereitzustellende Frequenz von 50 Hz genutzt.
Bei einschienig isolierten Gleisstromkreisen muss die isolierte Schiene an beiden Enden unterbrochen sein. An den Trennstellen ist sie mit je einem sogenannten Isolierstoß mit dem Folgegleisabschnitt verbunden. Die Phasenfolge der Speisung der einzelnen Abschnitte muss so gewählt werden, dass beim Ausfall eines Isolierstoßes keines der beteiligten Gleisrelais durch die Speisespannung des Nachbarabschnittes anziehen kann. Die sicherste Ausführung dafür ist der Wechsel der isolierten Schiene an jedem dieser Übergänge. Damit grenzt jeder isolierte Strang an einen geerdeten. Die Erdschienen werden an diesen Isolierstößen durch Diagonal- bzw. Z-Verbinder miteinander verbunden. Nachteilig ist, dass der isolierte Strang für die Rückstromführung bei elektrischer Traktion nicht nutzbar ist. Um den vollen Querschnitt beider Schienen dafür nutzen zu können, werden insbesondere lange Isolierabschnitte in Strecken- und durchgehenden Hauptgleisen zweischienig isoliert und mit Drosselstoßtransformatoren ausgerüstet. Ein Drosselstoßtransformator enthält eine niederohmige Unterspannungswicklung mit großem Querschnitt und Mittelanzapfung sowie eine Oberspannungswicklung mit vielen Windungen. Der Rückstrom durchfließt beide Teile der Unterspannungswicklung bifilar und hat damit keine Wirkung auf die Gleisfreimeldung; für den Freimeldestrom, der über die Oberspannungswicklung auf der Speiseseite eingespeist und auf der Relaisseite abgenommen wird, ist es ein einfacher Transformator. Zweischienig isolierte Gleisstromkreise sind nur in Gleisabschnitten gebräuchlich, jedoch nicht in Weichen und Kreuzungen.
Um höchstmögliche Sicherheit zu gewährleisten, wird bei den Gleisstromkreisen ein Drehstromsystem verwendet. An die Schiene wird dabei eine der Phasen angelegt. Auf der Empfängerseite wird ein Drehstromasynchronmotor zur Auswertung verwendet, der gegen eine Feder arbeitet. Damit dieses sogenannte Motorrelais die Grundstellung verlässt, sind neben der aus der Schiene entnommenen Phase noch abhängig von der Bauform eine oder beide anderen dem Drehstromnetz direkt entnommenen Phasen notwendig. Bei Zweiphasenspeisung soll die Phasenverschiebung zwischen Steuer- und Hilfsphase 90° betragen. Dabei dürfen zwei benachbarte Gleisabschnitte nicht dieselbe Phase nutzen. Auf diese Art wird verhindert, dass über einen aufgrund eines Fehlers überbrückten Isolierstoß ein aus dem Nachbargleisabschnitt eingespeister Strom ausgewertet wird – der Strom würde zwar durch die Wicklung des Motorrelais fließen, aufgrund der falschen Phasenlage kann der Motor aber kein ausreichendes Drehmoment liefern, um gegen die Feder arbeiten zu können.
Als Nebeneffekt ist es durch Umpolung auf der Speiseseite des Gleisstromkreises möglich, die Drehrichtung des Motorrelais zu ändern. Auf diese Art wird bei älteren Selbstblocksystemen die Information über die Stellung des Hauptsignals an das zurückgelegene Block- oder Ausfahrsignal übertragen.
Eine Sonderform sind gleichstromgespeiste Gleisstromkreise. Sie benötigen keine besondere Stromversorgung mit abweichenden Frequenzen, die lange nur mit rotierenden Umformern bereitgestellt werden konnten. Als Gleisrelais werden besondere, leistungsarme Signalrelais verwendet. Ihre Nachteile sind die geringere Sicherheit gegen eindringende Fremdspannungen und der nur geringe zulässige Schleifenwiderstand auf der Relaisseite. In der Praxis werden in der Nähe der Relaisseiten besondere Relaiskästen für die Gleisrelais aufgestellt. Für die Versorgung der Gleishilfsrelais im Stellwerk werden pro Relaiskasten zwei zusätzliche Kabeladern benötigt. Dadurch ist die Speisung der Gleishilfsrelais von diesen räumlich getrennt und ein Aderschluss erzeugt keine fehlerhafte Freimeldung.

### Vorteile
Gleisstromkreise bieten eine unmittelbare Überwachung auf Freisein. Das Ein- und Ausgleisen von Zweiwegefahrzeugen wird ebenso erkannt wie im Gleis stehende Fahrzeuge, z. B. nach Bauarbeiten. Da systembedingt keine Achszählung erfolgt, können Zählfehler gar nicht erst auftreten.

### Nachteile

#### Falsche Besetztmeldung
Gleisstromkreise reagieren empfindlich auf verschmutzte Bettungen und wechselnde Witterungsbedingungen. So kann z. B. Regenwasser in Verbindung mit Ladungsresten (insbesondere Salzen) den Bettungswiderstand soweit senken, dass das Gleisrelais abfällt und eine Besetztanzeige auslöst.
Darüber hinaus sind die Isolierstöße mechanisch verhältnismäßig empfindlich und ein Fremdkörper im lückenlosen Gleis. Zwar verhält sich ein geklebter Isolierstoß im Neuzustand wie gewöhnliches Schienenprofil, doch kann sich die Verklebung durch die Lastwechsel beim Befahren lösen. Bricht die Isolierzwischenlage zwischen beiden Schienenprofilen aus, können die Schienenköpfe durch Überwalzen die Isolierlücke schließen und ebenfalls zu fehlerhaften Rotausleuchtungen führen. Beide Fehler wirken allerdings zur sicheren Seite.

#### Falsche Freimeldung
Gefährlich sind falsche Freimeldungen. Eine mögliche Ursache dafür ist die Störung des elektrischen Kontakts zwischen den Radsätzen und der Schiene durch Quarzsand oder Rost. Deshalb ist eine Mindestzahl an darüberlaufenden Achsen innerhalb von 24 Stunden gefordert. Wird diese nicht erreicht, ist der betroffene Abschnitt vor dem Zulassen der nächsten Fahrt auf andere Weise auf Freisein zu prüfen. Das Problem ist allerdings durch eine entsprechende Fahrplankonstruktion mit wenig Aufwand zu vermeiden, auf regelmäßig befahrenen Haupt- und Streckengleisen tritt es praktisch nicht auf.
Durch Sand auf den Schienen wurden mehrmals kritische Situationen hervorgerufen, zuletzt bei einem Beinahe-Unfall in Mainz am 1. August 2013. Das Eisenbahn-Bundesamt hat deshalb in mehreren Allgemeinverfügungen Regeln für die Benutzung der Sandstreueinrichtung aufgestellt, nach denen bei Geschwindigkeiten von maximal 25 km/h das Sanden außer bei Betriebsgefahr verboten ist. Wenn es dennoch erfolgte, hat der Triebfahrzeugführer sofort den Fahrdienstleiter zu verständigen.
Prinzipbedingt erkennen Gleisstromkreise entgleiste Wagen nicht.

## Tonfrequenzgleisstromkreis
Ein Tonfrequenzgleisstromkreis arbeitet nach dem gleichen Prinzip wie ein Nf-Gleisstromkreis. Hier wird der Schiene jedoch an Stelle des Ruhestromkreises über einen Sender von einer Seite her unter Spannung gesetzt, die mit einem Tonsignal mit einer Frequenz von 9500 Hz oder alternativ 14 500 Hz moduliert ist, das an der anderen Seite von einem Empfänger abgenommen wird. Eine Besetzung des Freimeldeabschnittes mit einem Schienenfahrzeug führt zu einer Störung des Tonsignals und erzeugt so die Besetztanzeige der Gleisfreimeldeanlage.
Im Gegensatz zu den Gleisstromkreisen müssen die Enden der Tonfrequenzgleisstromkreise nicht voneinander galvanisch isoliert werden. Das Trennen der benachbarten Gleisabschnitte wird durch Anwenden unterschiedlicher Frequenzen in diesen Gleisabschnitten und spezielle Resonanzschaltungen an den Enden der Abschnitte realisiert. Diese Anordnung, auch S-Verbinder genannt, ermöglichen die Trennung allerdings nur relativ ungenau – in Weichenbereichen, bei denen eine exakte Trennung der benachbarten Gleisabschnitte nötig ist, werden daher auch bei Tonfrequenzgleisstromkreisen meist Isolierstöße benötigt. Im Weichenmitte sind sie in jedem Fall erforderlich.
Bei modernen Tonfrequenzgleisstromkreisen können außerdem über verschiedene Modulationsarten Informationen von der Strecke zum Triebfahrzeug übertragen werden. Dies wird in verschiedenen Zugbeeinflussungssystemen, zum Beispiel dem auf französischen Schnellfahrstrecken genutzten TVM, verwendet.
Durch einen fehlerhaften Tonfrequenzgleisstromkreis kam es 2009 bei der Metro Washington zu einem schweren Unfall mit neun Todesopfern und vielen Verletzten. Hier koppelte das Tonfrequenzsignal des Senders über den Kühlkörper, die Metallstruktur der Racks und die gemeinsame Stromversorgung direkt in den Empfänger ein, so dass dieser das Tonsignal detektierte, was zur Fahrtstellung des deckenden Signals führte, obwohl das Gleis noch belegt war.

## Achszählkreis
Achszählkreise arbeiten nach einem völlig anderen Prinzip. Sie verwenden berührungsfreie elektromagnetische Impulsgeber, auch Achszähler genannt, die bauartabhängig an der Außen- und Innenseite oder nur an der Innenseite der Schienen jeweils am Anfang und Ende eines Freimeldeabschnittes befestigt sind. Jedes Rad an der einen Seite der Achsen der Schienenfahrzeuge erzeugt beim Passieren der Impulsgeber einen  elektrischen Impuls, der von einem motorgetriebenen oder elektronisch arbeitenden Zählwerk aufgenommen und verarbeitet wird. Durch die Anordnung von zwei Impulsgebern in kurzem Abstand, häufig in einem gemeinsamen Gehäuse, kann auch die Fahrtrichtung festgestellt werden. Nur wenn der Stand beider Zählwerke am Anfang und am Ende des Freimeldeabschnittes übereinstimmt, meldet die Gleisfreimeldeanlage frei, jede Differenz der beiden Zählwerke erzeugt eine Besetztanzeige.
Wegen der Störempfindlichkeit von Gleisstromkreisen werden bei Neubauten in Deutschland heute hauptsächlich Achszählkreise verwendet. Achszähler mit ihren Komponenten sind praktisch verschleißfrei und funktionieren insgesamt zuverlässiger als Gleisstromkreise. Allerdings arbeiten sie mit aktiver Elektronik, die gewartet werden muss, und verursachen in der Anschaffung höhere Kosten. Ein Nachteil von Achszählern ist, dass sie das Freisein des Gleises nur mittelbar prüfen, sich der Zustand der Anlage im Störungsfall unbemerkt verändern kann und deshalb nach Störungen oder Bauarbeiten eine manuelle Prüfung auf Freisein nötig ist. Achszählkontakte sind Stopfhindernisse, sie müssen vor Stopfgängen aus- und anschließend wieder eingebaut und eingestellt werden.
Da Achszähler auch an mit Gleisstromkreisen ausgerüsteten Gleisen eingebaut werden können, ohne dass sich die beiden Freimeldesysteme gegenseitig beeinflussen, werden bei Umbauten gern Systeme der jeweils noch nicht vorhandenen Bauart eingebaut.
Moderne Achszählsysteme, sogenannte Mehrbereichsachszähler, können einzelne Zählfehler ausgleichen, indem sie zur Freimeldung eines Abschnittes nicht nur die beiden begrenzenden Zählpunkte verwenden. Wenn am ersten Zählpunkt 24 Achsen einfahren, am nächsten Zählpunkt aufgrund eines Fehlers nur 23 Achsen erkannt, vom übernächsten und dem darauffolgenden Zählpunkt aber wieder 24 Achsen gemeldet werden, können beide Abschnitte wieder in den Grundzustand versetzt werden. Dieses Verfahren ist im Bereich der Deutschen Bahn jedoch nicht zugelassen. In der Praxis bleibt daher der erste Abschnitt besetzt, weil sich noch eine Achse im Abschnitt befindet, und der zweite Abschnitt geht in Störung, weil mehr Achsen ausgefahren als eingefahren sind.

## Fahrzeugseitig
Die Belegung eines Streckenabschnitts kann auch vom Zug selbst festgestellt werden, indem er seine Position mithilfe der Odometrie bestimmt und an eine Streckenzentrale übermittelt. Bei ETCS Level 3 erfolgt dies über Positionsmeldungen der Züge, die fahrzeugseitige Vollständigkeitsmeldungen beinhalten. Die ETCS-Zentrale (RBC) übergibt die Freimeldeinformationen an das jeweilige Stellwerk.
Mischformen, in denen größere, konventionell freigemeldete Abschnitte in kleinere, „virtuelle“, durch den Zug freigemeldete Abschnitte unterteilt werden, sind möglich und werden als „ETCS Level 3 Hybrid“ oder „ETCS Level 2 HD“ bezeichnet. Eine solche Mischform kommt beispielsweise bei der Wuppertaler Schwebebahn zum Einsatz.